# Chai Leiden
Chai Leiden hay chai Leyden là một thiết bị "tích trữ" tĩnh điện giữa hai điện cực bên trong và bên ngoài của một lọ thủy tinh. Nó là hình thức ban đầu của một tụ điện.
Chai Leiden được phát minh một cách độc lập bởi tư tế người Đức Ewald Georg von Kleist vào ngày 11 tháng 10 năm 1745 và nhà khoa học người Hà Lan Pieter van Musschenbroek thành Leiden (Leyden) vào những năm 1745-1746. Sáng chế này sau đó được đặt theo tên của thành phố Leiden.
Các chai Leiden đã từng được sử dụng để thực hiện nhiều thí nghiệm điện trong thời gian đầu, và việc phát minh ra nó có tầm quan trọng cơ bản trong việc nghiên cứu điện. Trước đây, các nhà nghiên cứu đã phải nhờ đến những dây dẫn cách điện có kích thước lớn để tích trữ điện. Chai Leiden đã cung cấp một thiết bị thay thế nhỏ gọn hơn nhiều.
Một sử dụng nổi tiếng của chai Leiden là thí nghiệm con diều của Benjamin Franklin, đã dẫn đến một cụm từ "thu tia chớp vào trong một cái chai".

## Thiết kế

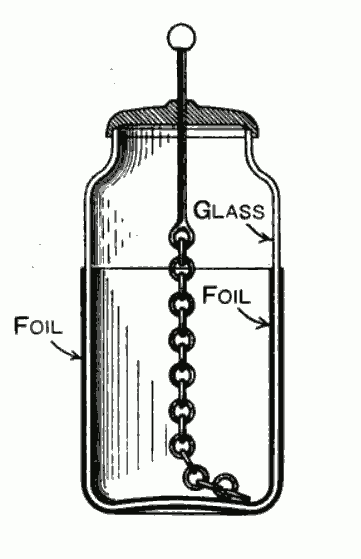
Cấu tạo chai Leiden: 2 lá thiếc (foil) bọc bên trong và ngoài chai thủy tinh (glass).

Một thiết kế điển hình bao gồm một chai thủy tinh, được phủ 2 lá thiếc ở bề mặt bên trong và bên ngoài. Lá bọc ngoài cách miệng chai một khoảng ngắn để tránh sự phóng điện hồ quang giữa các lá. Một điện cực bằng thanh kim loại cắm xuyên qua nút chai, nối bằng dây dẫn (thường là dây xích) đến lá bên trong để cho nó có thể được tích điện. Chai được nạp bằng một máy phát điện, hoặc các nguồn điện tích khác, nối với điện cực bên trong, còn lá bên ngoài tiếp địa. Bề mặt trong và ngoài chai bằng nhau nhưng tích điện ngược dấu.